# 동학
동학(東學)은 1860년(철종 11)에 수운 최제우가 창도한 조선 말엽의 사상인데, 이후 1906년 의암 손병희에 의해 천도교로 계승되지만, 이미 지난 1898년에 순도한 해월 최시형의 서거 이후 종통(宗統)의 계승을 둘러싸고 분란이 발생하여, 1905년을 전후하여 여러 분파로 나뉘어지게 되었다.

## 배경
조선 후기에 이르러 각지의 반란, 외국의 간섭, 정치의 문란, 사회적인 불안과 긴장이 계속되었으며 한편 종래의 종교는 이미 부패 또는 쇠퇴하였다.

## 성립
이와 같은 정세를 배경으로 경주 출신인 최제우는 제세구민(濟世救民)의 뜻을 품고, 1860년 서학(西學: 천주교)에 대립되는 민족 고유의 신앙을 제창, 동학이라 이름 짓고 종래의 풍류 사상과 유(儒)·불(佛)·선(仙)의 교리를 토대로 '인내천(人乃天 사람이 곧 하늘이므로 모든 사람은 멸시와 차별을 받으면 아니된다.)', '천심즉인심(天心卽人心, 하늘의 마음이 곧 사람의 마음이다.)'의 사상을 전개하였다. '인내천'의 원리는 인간의 주체성을 강조하는 지상천국의 이념 즉, 모든 사람이 사람답게 사는 새로운 세상을 세우자는 이념과 모든 사람이 평등하다는 인권과 평등사상을 표현하는 것으로, 그 신앙의 구체적 방법은 21자의 주문 '至氣令至, 願爲大峰, 侍天主造化定, 永世不忘萬事知'를 외우고 칼춤을 추며 '弓弓乙乙'이라는 부적을 태워 마시면 빈곤에서 해방되고 제병장생(濟病長生), 영세무궁(永世無窮)한다는 기본적인 것이었다.

## 전파
한편 동학은 조선의 지배논리인 신분·적서제도(嫡庶制度) 등을 부정하는 현실적·민중적인 교리에 대한 민중들의 지지를 받았으며, 사회적 불안과 질병이 크게 유행되던 삼남지방에 재빨리 전파되었다. 그러나 최제우는 포교를 시작한 지 3년 만인 1864년 혹세무민(惑世誣民)의 죄로 처형당하고, 최시형이 2대 교주가 되어 비밀리에 교조의 유문(遺文) 《동경대전》, 《용담유사》(龍潭遺詞)를 간행하는 한편 교리를 체계화하고 교세를 확대시켰다. 그 후 동학 혁명이 일어나 최시형도 처형을 당하고 동학은 천도교(天道敎)와 시천교(侍天敎)로 분열, 3대 교주에는 손병희가 되어 꾸준히 교리 정비와 교세 확장에 힘썼다.

## 조직
동학의 교회 조직은 최시형에 의하여 확립되었다. 즉 전국 각지에 세포 조직인 포(包)를 설치하여 접주(接主)로 통솔케 하고, 접주(接主) 중에서 유력한 사람을 도접주(都接主) 또는 대접주(大接主)라 하여 여러 포를 통솔하는 한편 교장(敎長)·교수(敎授)·도집(都執)·집강(執綱)·대정(大正)·중정(中正)의 6가지 직분을 두었다.

## 영향
동학의 혁명적인 사상을 바탕으로 동학 농민 운동이 일어나게 되었다.

## 같이 보기
- 동학 농민 운동
- 최제우
- 동경대전
- 용담유사
- 천도교
- 시천교
- 천진교
- 무극대도(無極大道)
- 원시반본(原始返本)
- 복본사상(復本思想) - 참고로, 일본 천리교에서는 복본을 '대본'(大本)이라고 하며 대본영이라는 명칭의 유래가 됨
- 자기동래(紫氣東來) - 중국 산둥성 타이안에 있는 태산의 정상에 있는 벽하원군(碧霞元君)을 기리는 도교사원인 벽하사(碧霞祠) 근처에 새겨져 있는 글귀이며 베이징시의 이화원에도 있다
- 고려회가(高麗回家)
- 대동제

## 참고 문헌
- '동학' - 한국민족문화사전
- 이 문서에는 다음커뮤니케이션(현 카카오)에서 GFDL 또는 CC-SA 라이선스로 배포한 글로벌 세계대백과사전의 "동학혁명" 항목을 기초로 작성된 글이 포함되어 있습니다.